# Grunnfjorden (Tysfjord)
Grunnfjorden  (lulesamisk: Rudnávuodna) er en arm af Tysfjorden i Nordland fylke i Norge. Den har indløb fra Hulløysundet mellem Tjårrnes i øst og Fagerneset i vest, og derfra går den  omtrent 15 kilometer i sydlig retning til Grunnfjordbotn.
Fjorden er smal, fra 1,3 kilometer i indløbet til under 500 meter ved Garvaneset. Mellem Garvaneset og Forneset går en 2,2 kilometer bred og 2,2 kilometer lang bugt i østlig retning til Nes, hvor fjordarmen Pollen (lulesamisk: Vuohppe) fortsætter yderligere 820 meter 
,mod øst. Fra Forneset smalner fjorden gradvist ind igen, de sidste 3-4 kilometer   til fjordbunden.
I 2011 boede der tilsammen tre fastboende fordelt på gårdene i Kjerrvika, Lossvika og Råna, som ligger på østsiden, og bebyggelsen Gressvik på vestsiden. Gårdene på østsiden har vejforbindelse internt som går mod nord til Tjårro, men som ikke er tilknyttet andet vejnet.